# Вулиця Мрії (Київ)
Ву́лиця Мрі́ї — вулиця у Святошинському та Шевченківському районах міста Києва, місцевості Святошин, Нивки, Берковець. Пролягає від Берестейского проспекту до вулиці Стеценка.
Прилучаються вулиці Естонська, Салютна, Ігоря Турчина, Південна, Центральна, Сторожева і Зелена.

## Історія
Вулиця виникла в 1-й третині XX століття як частина Гостомельського шосе (разом із частинами вулиць Стеценка і Міської. З 1973 році мала назву Академіка Туполєва на честь радянського авіаконструктора Андрія Туполєва.
Сучасна назва на честь літака Ан-225 «Мрія» — з 2024 року.

## Установи та заклади
- Дошкільний навчальний заклад № 329 АНТК «Антонов» (№ 4-б)
- Дошкільний навчальний заклад № 419 «Золота рибка» (№ 16-а)
- Ліцей «Прем'єр» (№ 3)
- НВК «ЯМБ» (№ 7В)
- Середня загальноосвітня школа № 27 (№ 20-є)
- Середня загальноосвітня школа № 203 (№ 17)
- Стадіон «Піонер» (№ 22-д)
- Автобусний парк № 5 КП «Київпастранс» (№ 21)
- Сервісни центр МВС (№ 19)

## Стінописи
Стінописи на стінах будинків по вулиці Мрії з'явились в 2015 році.

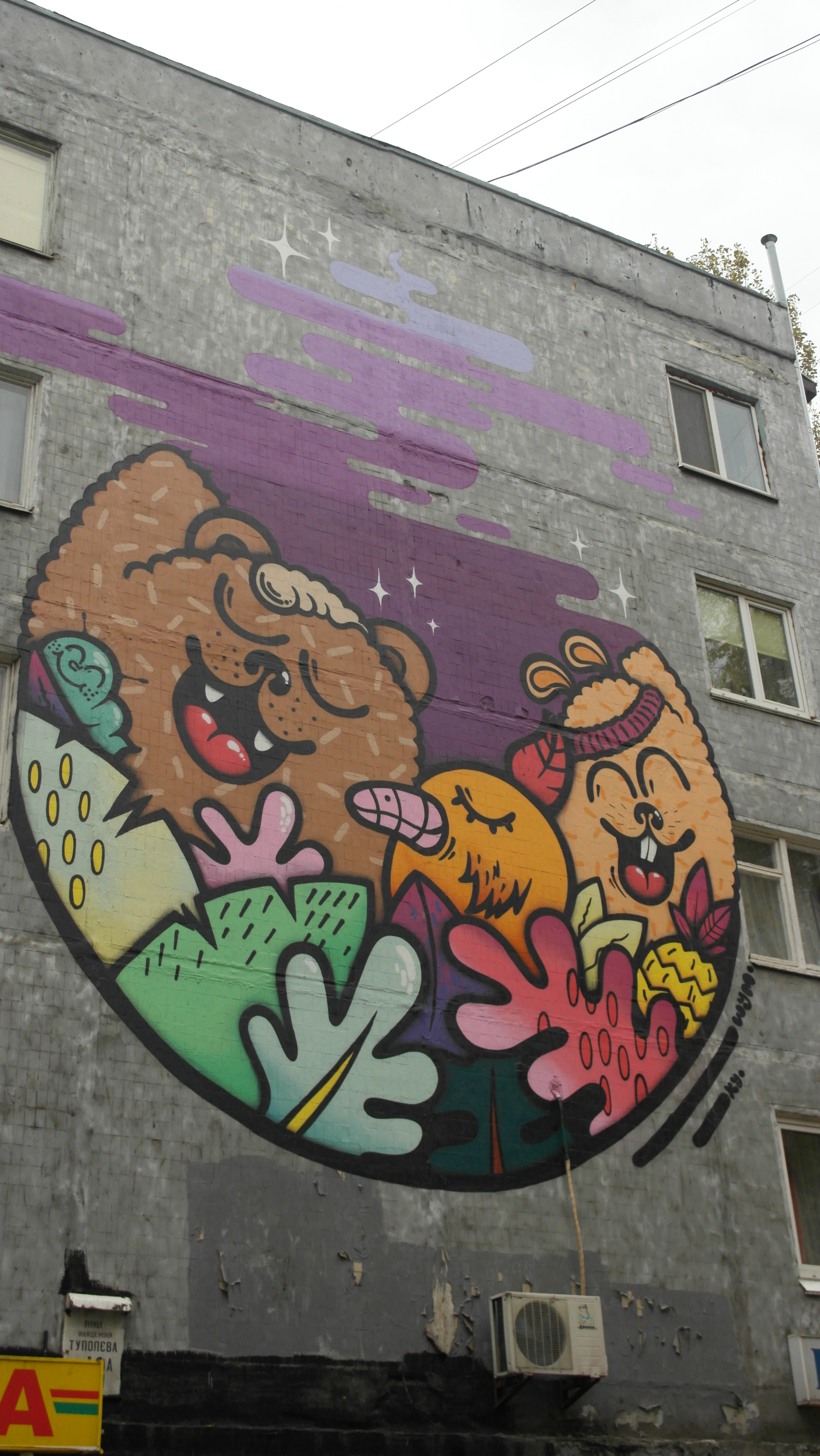
Мрії, 13а
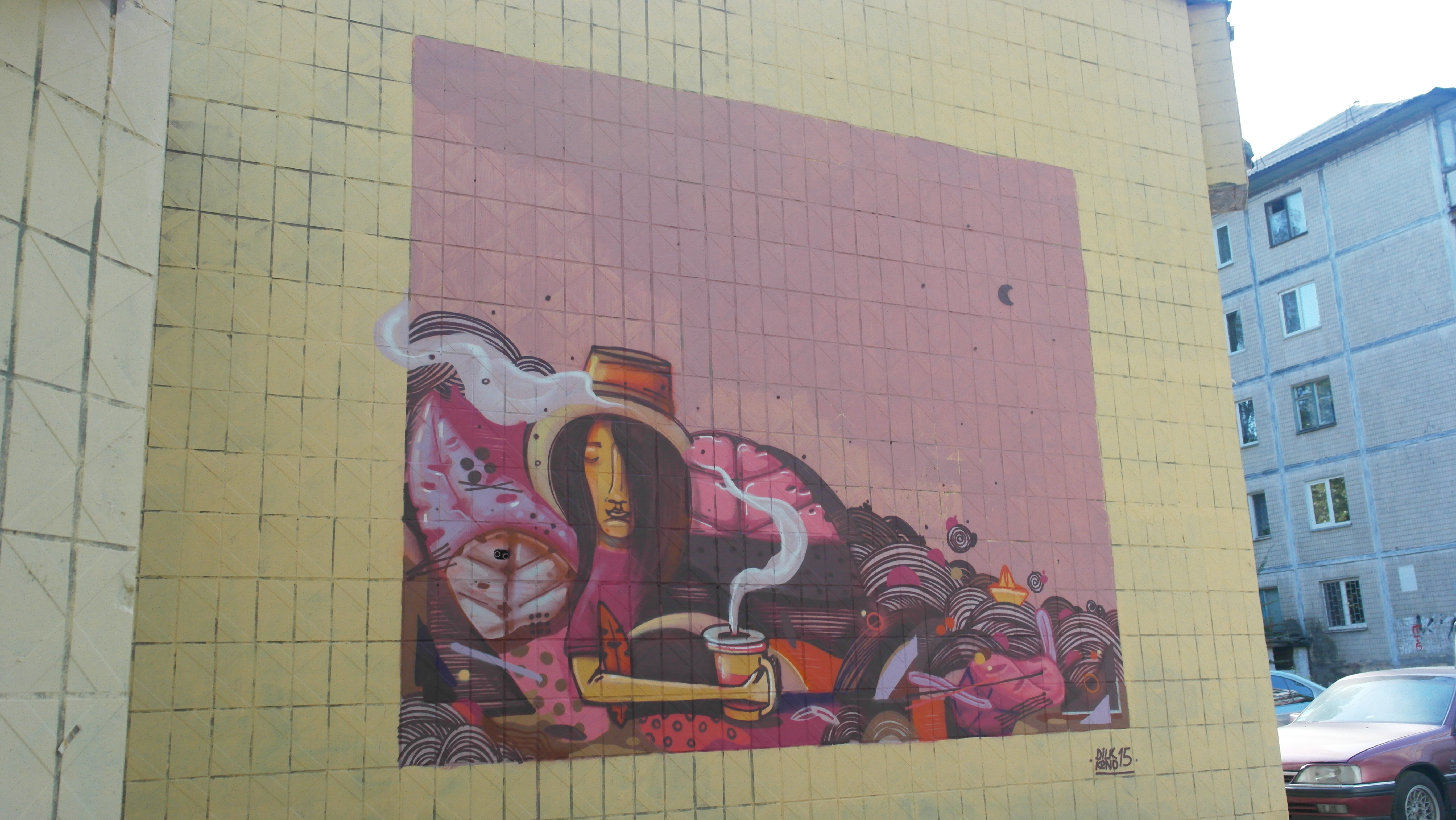
Мрії 13а, бойлерна
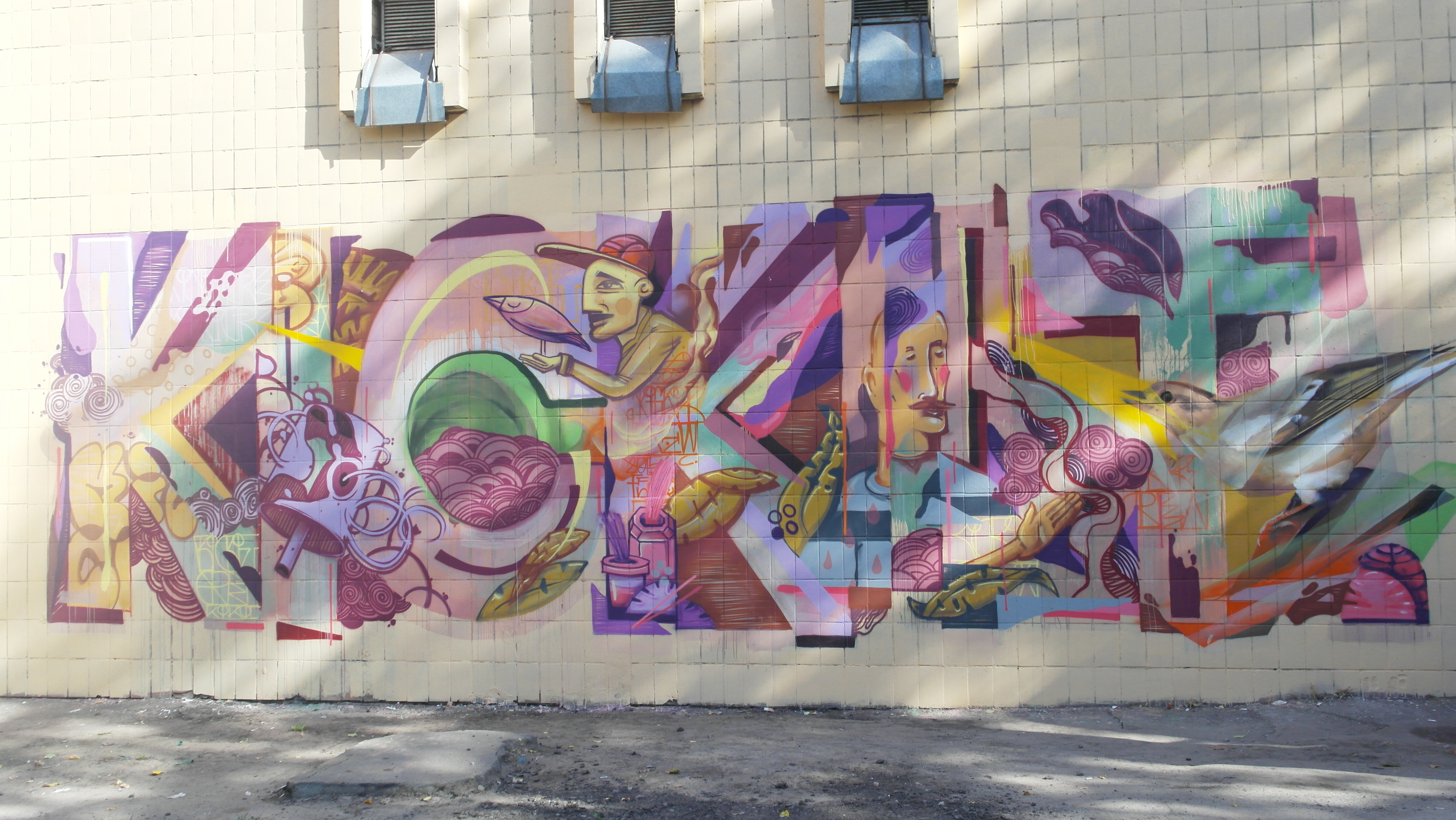
Мрії 13а, бойлерна
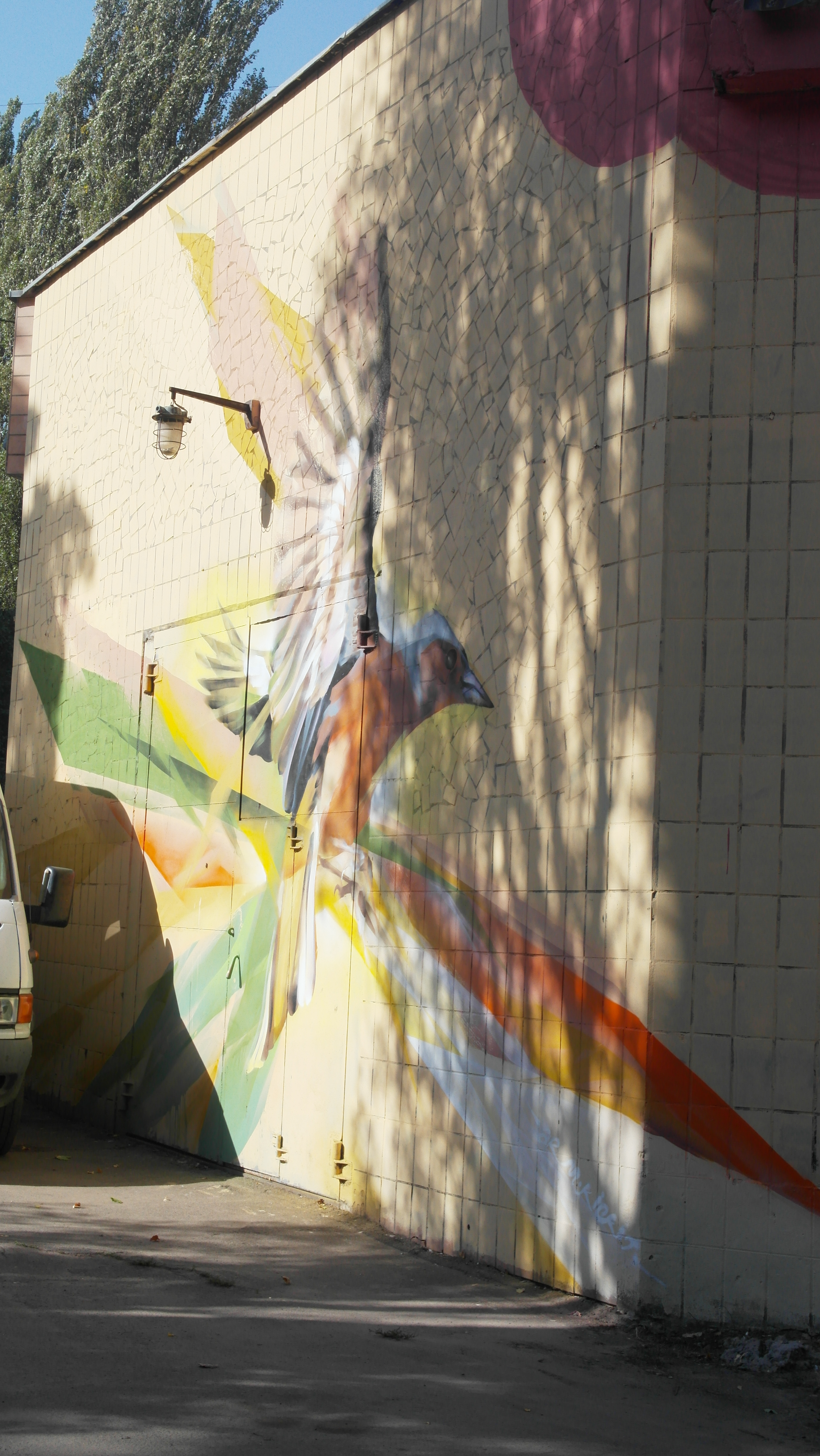
Бойлерна, Мрії 13а
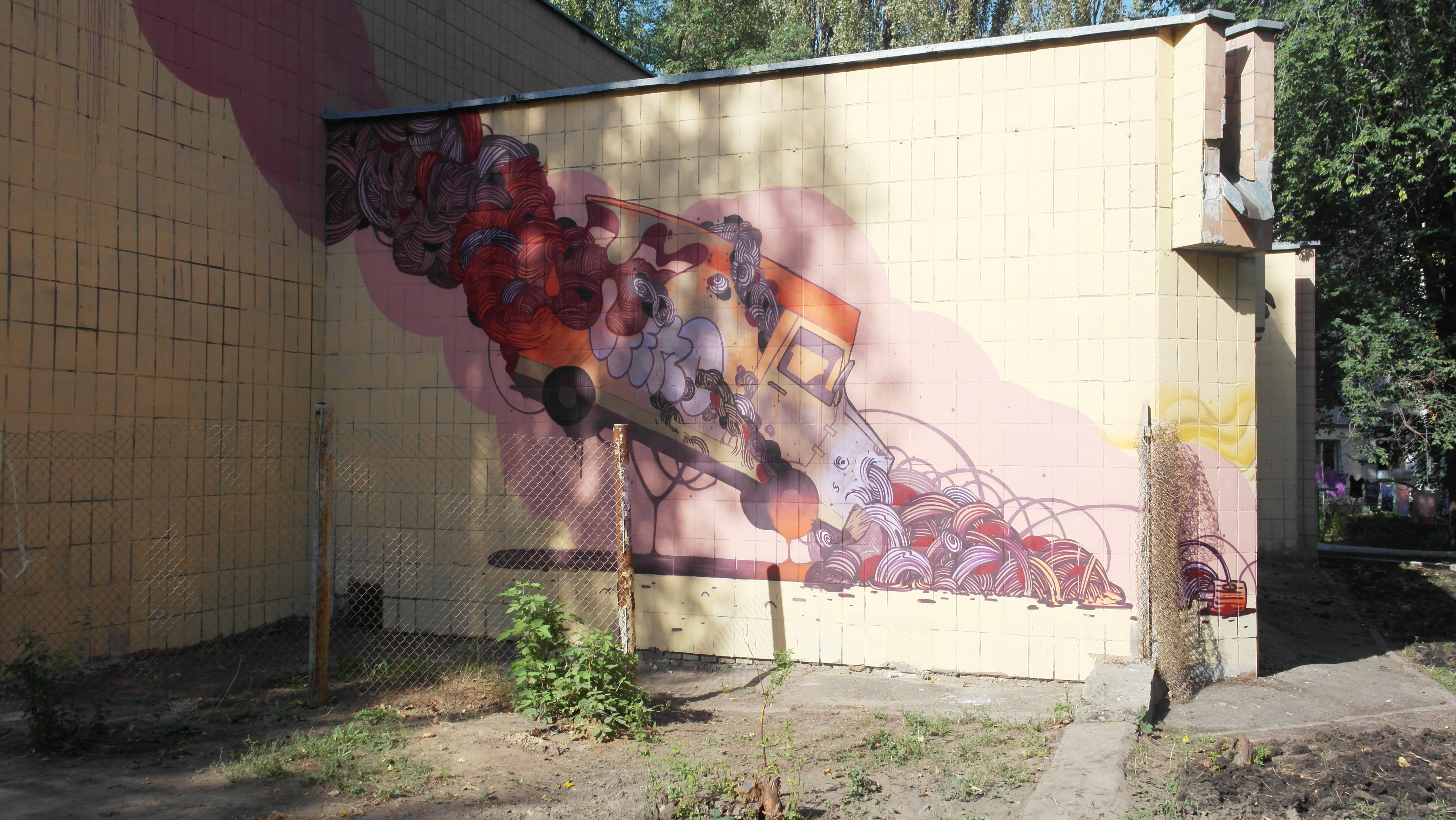
Бойлерна, Мрії 13а
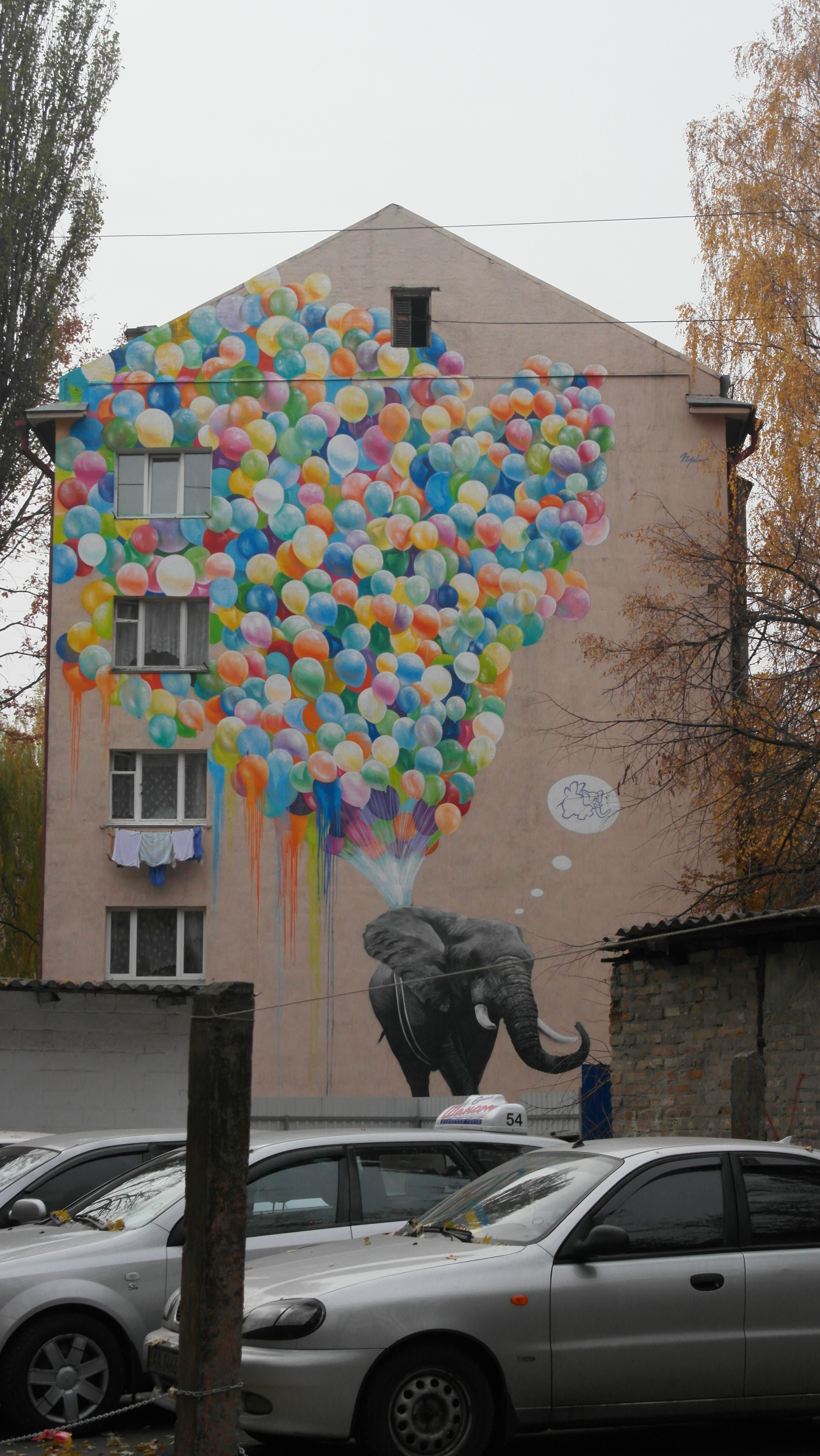
Мрії, 7б, художник Олександр Корбан
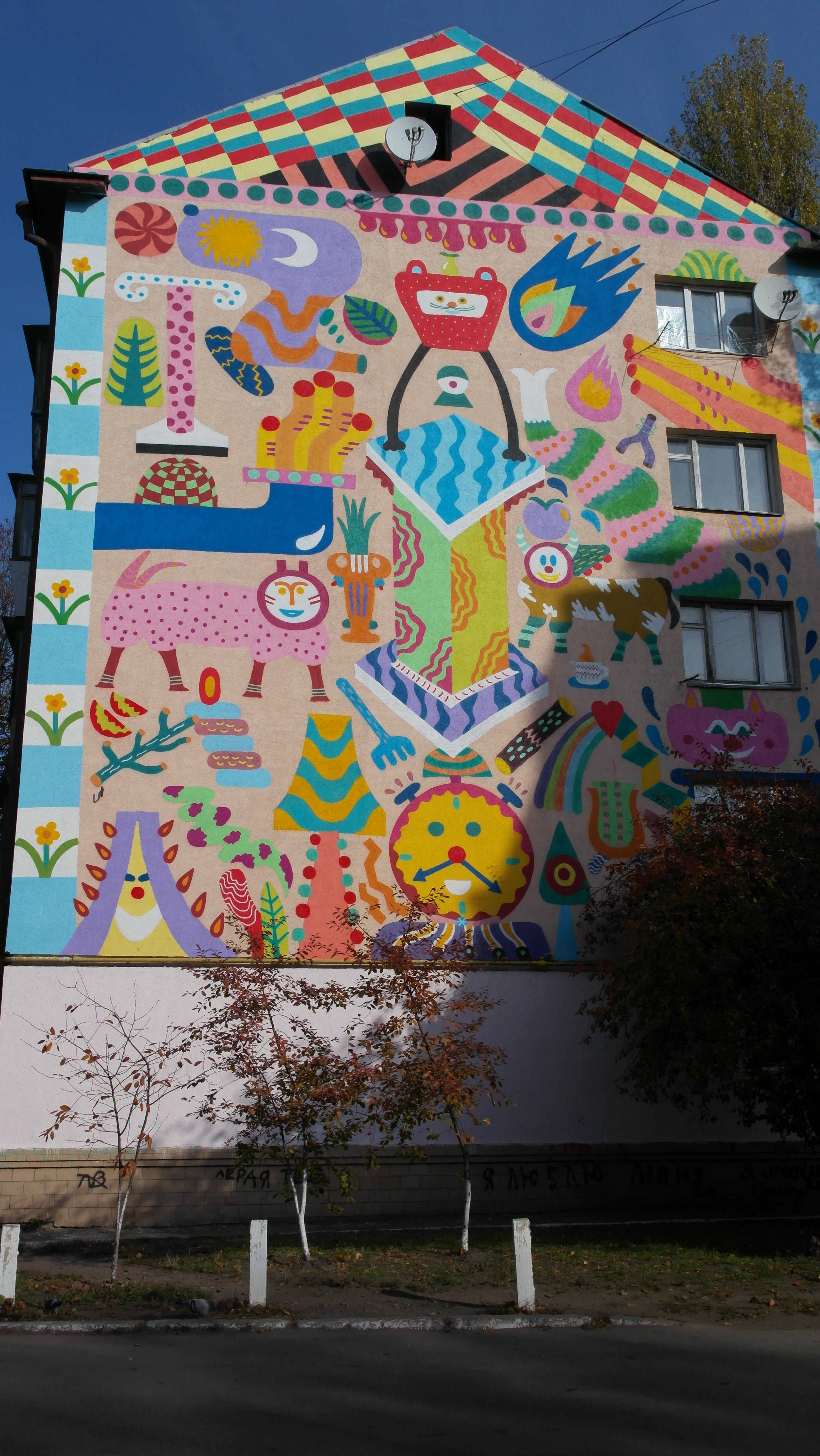
Мрії, 7б, художник з Барселони Zosen Bandido
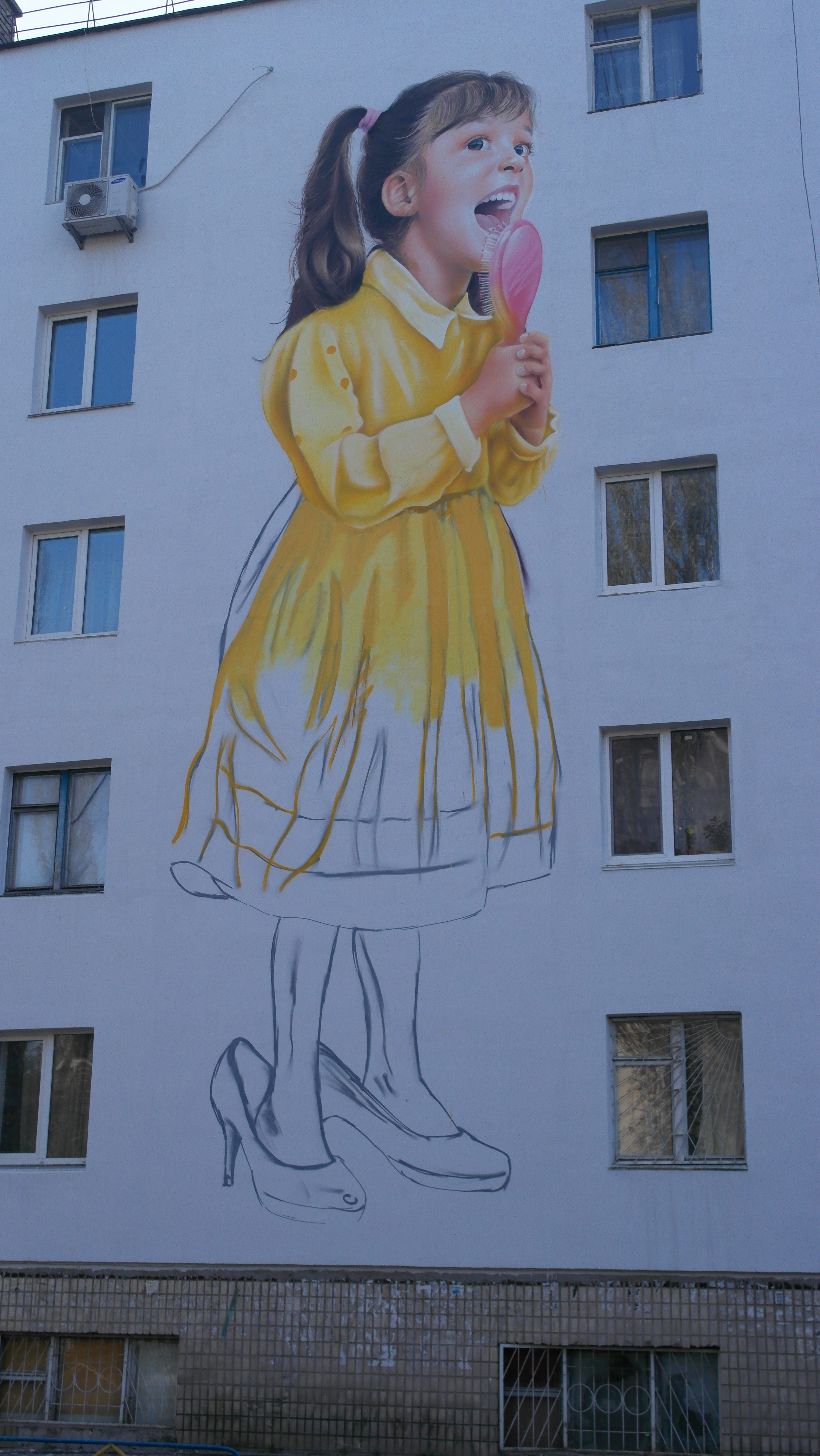
Мрії, 3, художник з Донбасу Олександр Корбан, «Модниця»
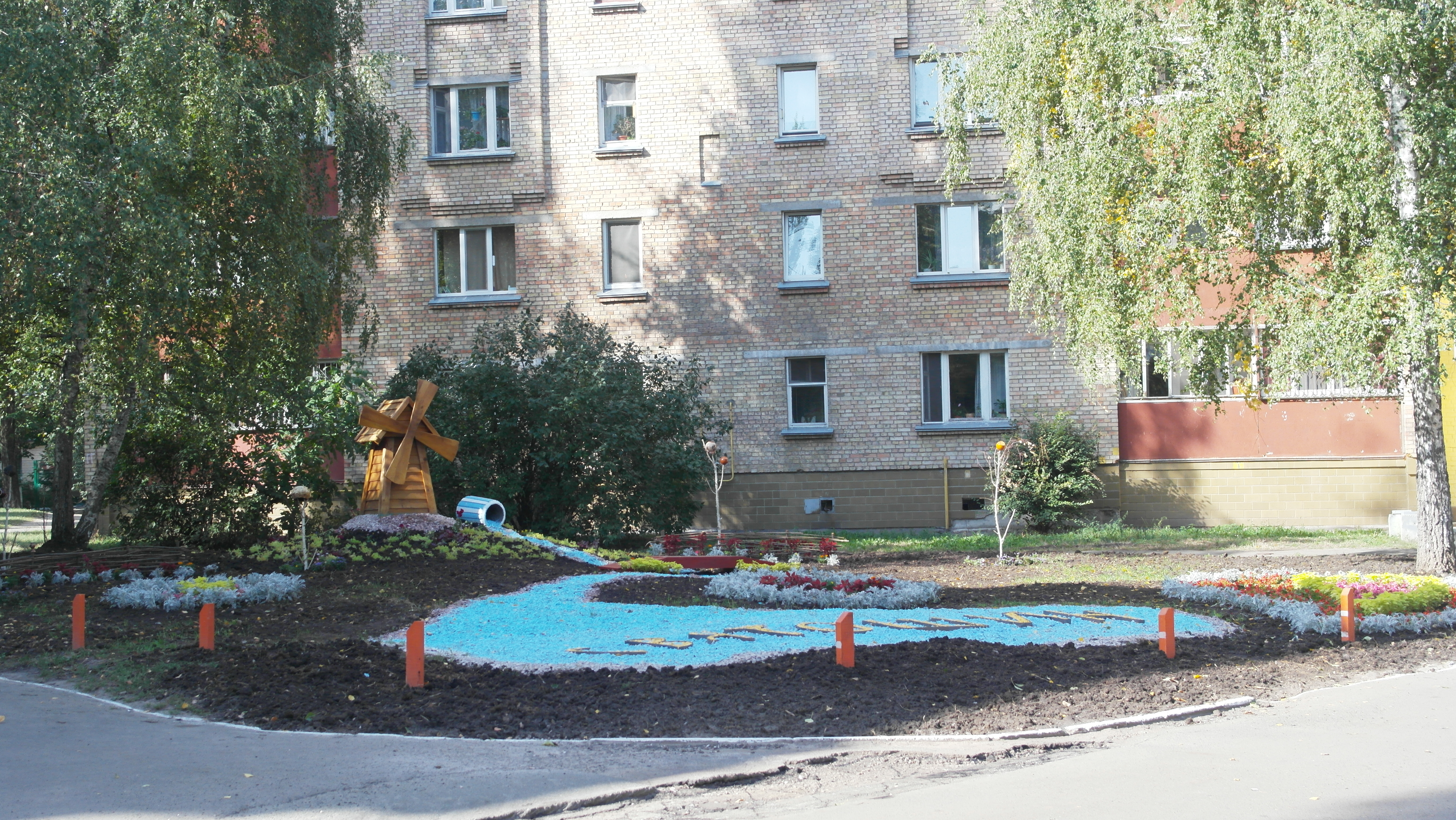
Квіткова композиція, Мрії 11д